# Reignac (Gironda)
Reignac è un comune francese di 1 474 abitanti situato nel dipartimento della Gironda nella regione della Nuova Aquitania.

## Società

### Evoluzione demografica
Abitanti censiti